# Дніпропетровськгаз

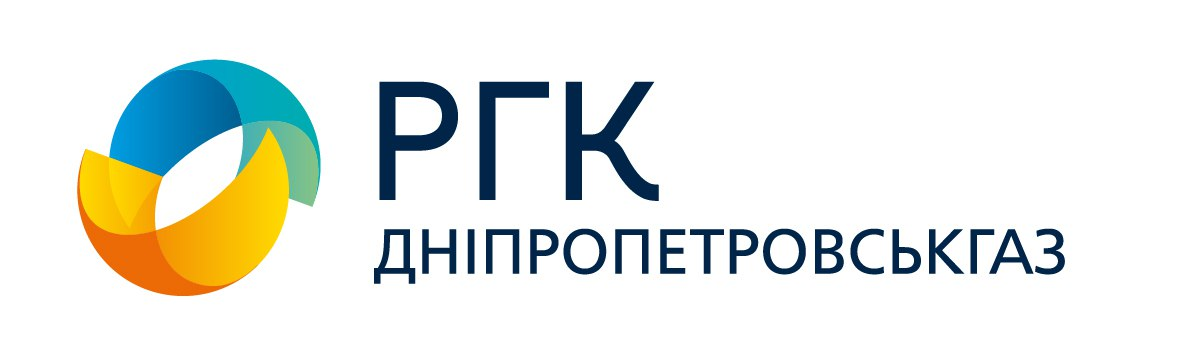

АТ «Дніпропетровськга́з» — акціонерне товариство зі штаб-квартирою в місті Дніпрі, яке займається розподіленням, транспортуванням та постачанням газу у більшості районів та міст обласного значення Дніпропетровської області.

## Історія
У 1957 році створено контору з експлуатації газового господарства «Дніпропетровськгаз», яка у 1961 році була реорганізована в управління по експлуатації газового господарства «Дніпрогаз» та «Дніпропетровськгаз», в результаті чого було розмежовано сфери управління над міськими та обласними газовими мережами. У березні 1994 року державне підприємство «Дніпропетровськгаз» реорганізовано шляхом корпоратизації у ВАТ «Дніпропетровськгаз». У 2010 році компанія здійснила перереєстрацію та змінила назву на ПАТ «Дніпрогаз».
До липня 2023 року «Дніпропетровськгаз» належав ПрАТ «Газтек», фактичним власником підприємства був Дмитро Фірташ.
З 18 липня 2023 року АТ «Дніпропетровськгаз» увійшло до групи компаній «Нафтогаз України».

## Структура
- Нікопольське відділення;
- Павлоградське відділення;
- Новомосковське відділення;
- Кам'янське відділення[5].